# أصداء السيرة الذاتية
أصداء السيرة الذاتية لنجيب محفوظ كتاب مكون من نصوص قصيرة تجمع بين السيرة الذاتية والتأمل الفلسفي والحدث القصصي المركز. نشر أولا على حلقات في أخبار الأدب، ثم أصدره لأول مرة ناشره الأول سعيد جودة السحار مالك دار مكتبة مصر للنشر سنة 1995. آخر طبعاتها كانت من دار الشروق في 2006.
لم يكتب نجيب محفوظ سيرته الذاتية بشكل مباشر، وكما قال «هناك عشرات المقابلات معي في مختلف وسائل الإعلام ولا حاجة توجد لكتابة سيرتي الذاتية». لكنه تحدث بطريقة غير مباشرة عن طفولته وصباه وشبابه ورجولته وأزمته الفكرية وخبراته السياسية والحياتية.
احتوى الكتاب على أكثر من 200 فقرة لكل منها عنوان وبداية ونهاية. واختار نجيب محفوظ لهذه المجموعة اسم «أصداء» لينفي عنها صفة السيرة الذاتية، إلا أننا نجد حياته ملخصة في جميع قصص المجموعة، وهي عبارة عن مقاطع قصيرة للغاية ومكثفة ورمزية.
ونجد نجيب محفوظ يتحدث عن حبه الأول المستحيل والتي أسماها «عايدة» في رواية قصر الشوق، يتحدث عن حبه لها برمزية ويسمي نفسه «عبد ربه التائه» ويقول «هنيئاً لمن كانت حياته ومماته في بوتقة الهجران».
كما يتحدث عن سعد زغلول الذي بقي نجيب مخلصاً لذكراه حتى آخر أيامه، وعن السياسيين في كل العهود، وعن زملائه الأدباء، وعن زوجته «عطية الله» وعن بناته. كما أن موقفه من الدين والإيمان بالله يتناثر منذ بداية المجموعة وحتى نهايتها بشكل مدروس، فهو يبني العمل بكامله في ذهنه ثم «يسكبه على الورق» كما يقول.
ويعتبر بعض النقاد أن هذه المجموعة من أعمق ما كتب نجيب محفوظ، وتمثل تجربته وخبرته. وبالرغم من ذلك لم تلق المجموعة شهرة أعمال أخرى كتبها نجيب محفوظ.[وفقًا لِمَن؟]
لا ينتمي الكتاب لجنس أدبي وسردي محدد أو معروف، بل هو فقرات متنوعة متفرقة ليس لها سياق نصي واحد.

## وصلات خارجية
- صفحة الكتاب في موقع أبجد.